# 岐阜県道215号養老垂井線
岐阜県道215号養老垂井線（ぎふけんどう215ごう ようろうたるいせん）とは、岐阜県養老郡養老町と同県不破郡垂井町を結ぶ一般県道（岐阜県道）である。

## 概要
以前は養老町橋爪を起点とする経路を辿っていたようだが、過去に岐阜県道214号養老赤坂線として指定されていた経路を改めて指定し直したと考えられる。
養老町高田から同町中までの間は1.5車線程度の道幅となっているが、商店街・農協・学校と様々な施設が密集しているため交通量が多い。養老町三神町では沿線に精肉店が集中しており、特に週末は名古屋・三重県・滋賀県方面から訪れる客で混雑する。

### 路線データ
- 起点：岐阜県養老郡養老町石畑（岐阜県道96号大垣養老公園線交点　「押越南」交差点）
- 終点：岐阜県不破郡垂井町（岐阜県道216号赤坂垂井線交点）

## 通過する自治体
- 岐阜県
  - 養老郡
    - 養老町

  - 不破郡
    - 垂井町

## 主な接続道路
- 岐阜県道96号大垣養老公園線（養老町）
- 岐阜県道227号牧田室原線（養老町）
- 岐阜県道228号栗原青野線（垂井町）
- 国道21号（垂井町）
- 岐阜県道216号赤坂垂井線（垂井町）

## 周辺
- 多岐神社
- 東海道本線 垂井駅
- 南宮大社